# Lijst van spelcomputersystemen
Dit is een overzichtslijst van spelcomputersystemen gesorteerd naar de generatie waarin zij zijn verschenen. De benaming van een tijdperk is gebaseerd op het meest dominante spelcomputertype uit dat tijdperk, hoewel niet alle spelcomputers uit een tijdperk van hetzelfde type zijn. Tevens in deze lijst opgenomen zijn de draagbare spelcomputers, welke over het algemeen over minder kracht beschikken dan de spelcomputers bedoeld voor thuisgebruik uit hetzelfde tijdperk.

## Eerste generatie(1972-1980)

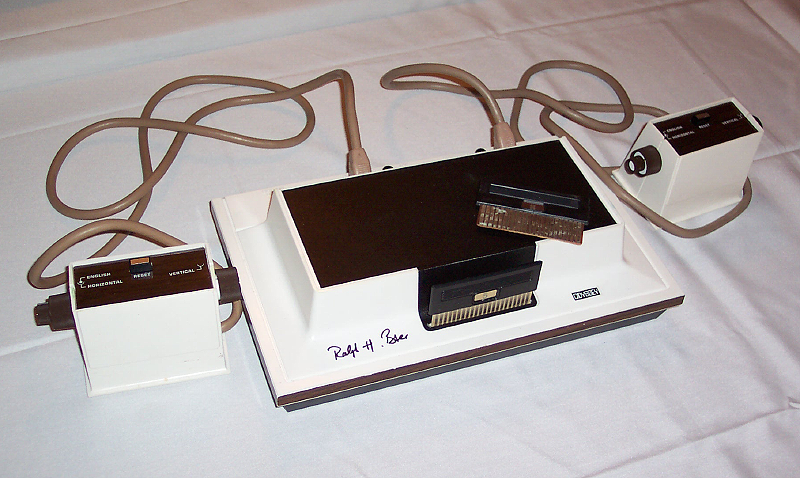
Magnavox Odyssey (1972)

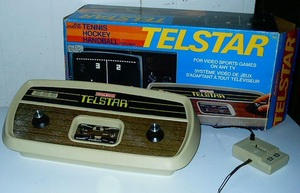
Coleco Telstar (1976)

### Spelconsoles
- Atari Pong (speelhalversie: 1972, thuisversie: 1975)
- Magnavox Odyssey (1972)
  - Magnavox Odyssey 100 (1975)
  - Magnavox Odyssey 200 (1976)
- Philips Telespel ES2201 (1975)
- Coleco Telstar (1976)
- APF TV Fun (1976)
- Color TV Game (1977)
- Zanussi Ping-O-Tronic (1974)

## Tweede generatie(1976-1982)

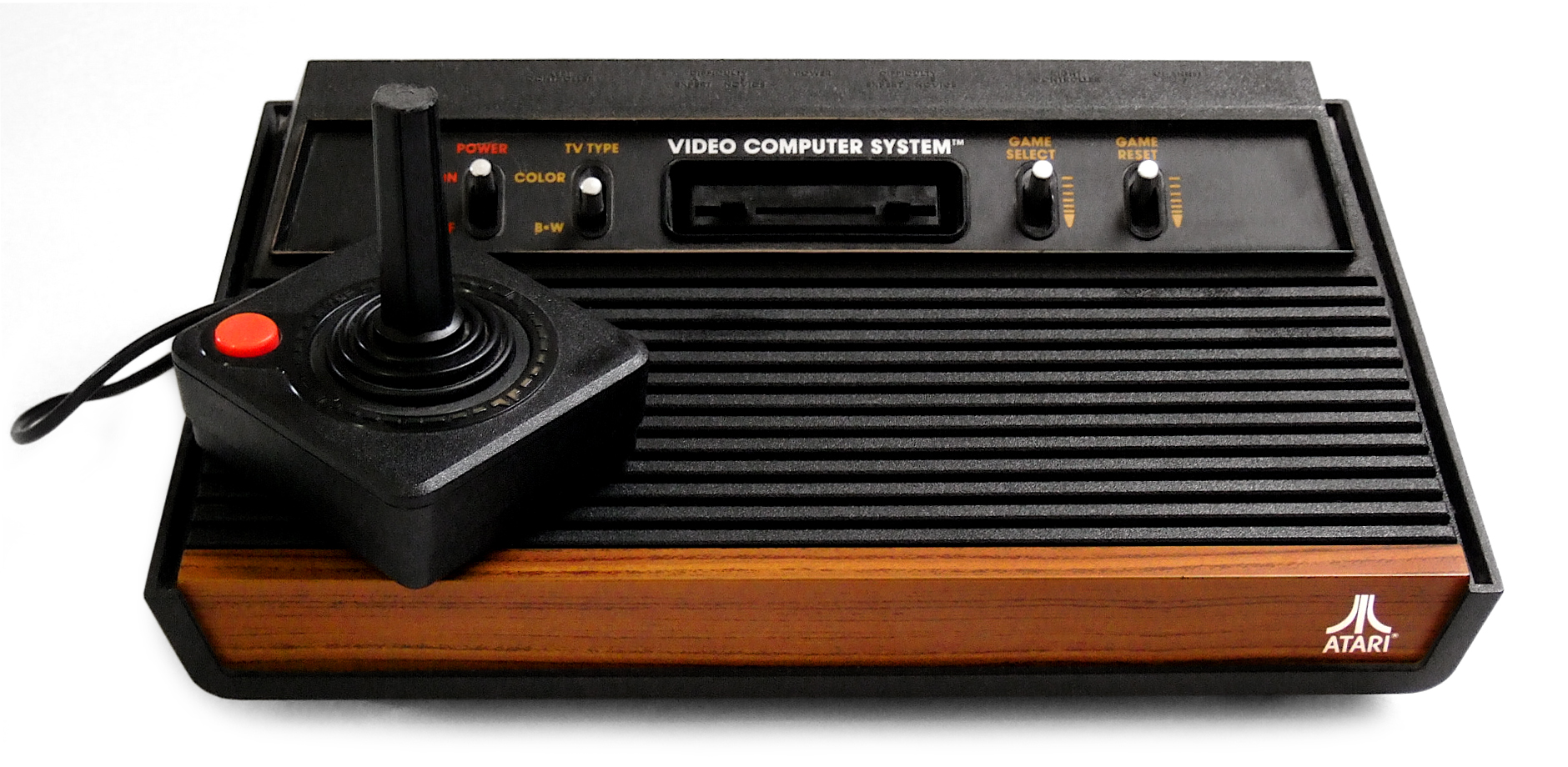
Atari 2600 (1977)

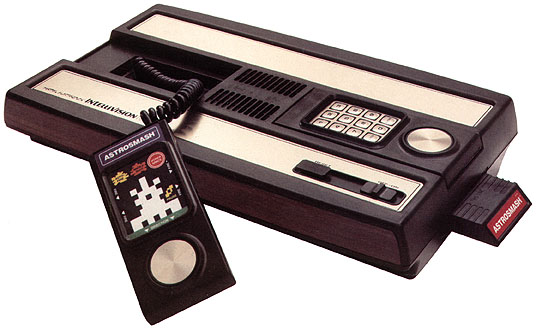
Intellivision (1980)

### Spelconsoles
- RCA Studio II (1976)
- Fairchild Channel F (1976)
- Bally Astrocade (1977)
- Atari 2600 (1977)
- Magnavox Odyssey²/Philips Videopac G7000 (1978)
- Interton VC4000 (1978)
- APF Imagination Machine (1979)
- Mattel Intellivision (1980)
- VTech CreatiVision (1981)
- GCE Vectrex (1982)
- Emerson Arcadia 2001 (1982)
- Atari 5200 (1982)
- Coleco ColecoVision (1982)

### Draagbaar
- Smith Engineering Microvision (1979)
- Nintendo Game & Watch (1980)
- Vectrex MB (1982)

## Derde generatie van 8 bitstijdperk(na de crash van 1983) (1983-2003)

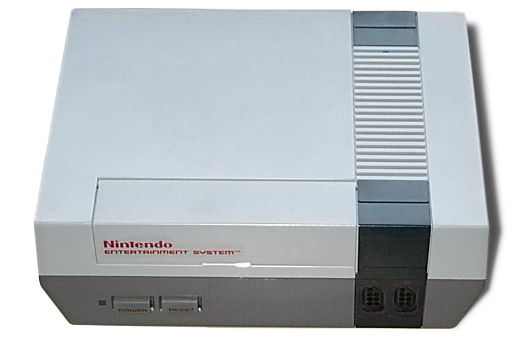
Nintendo Entertainment System (1985)

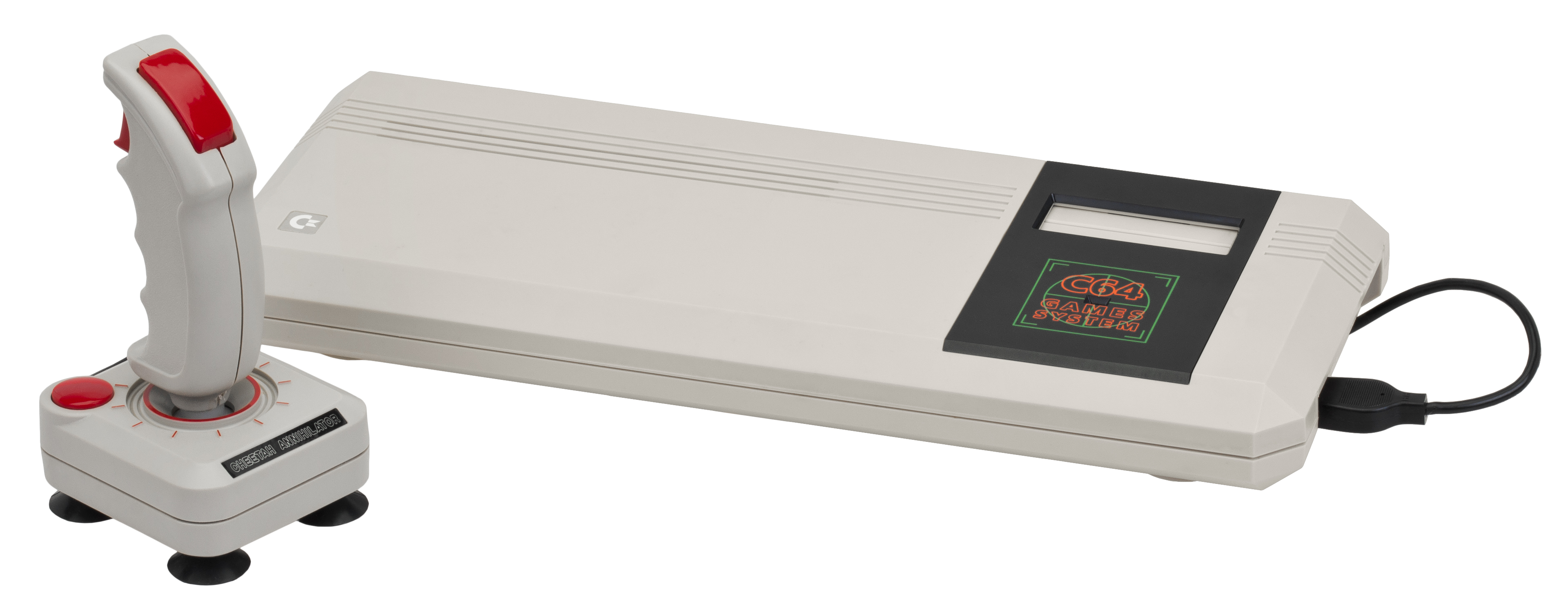
Commodore 64 Games System (1990)

### Spelconsoles
- Sega SG-1000 (1983)
- PV-1000 (1983, alleen in Japan)
- Epoch Cassette Vision (1984, alleen in Japan)
- Nintendo Entertainment System (1985)
- Atari 7800 (1986)
- Sega Mark III (1985, alleen in Japan)
  - Sega Master System (1986)
- Supergame VG 3000 (1985, alleen in Japan)
- Atari XEGS (1987)
- Amstrad GX4000 (1990)
- Commodore 64 Games System (1990)

## Vierde generatie van 16 bitstijdperk(1987-2004)

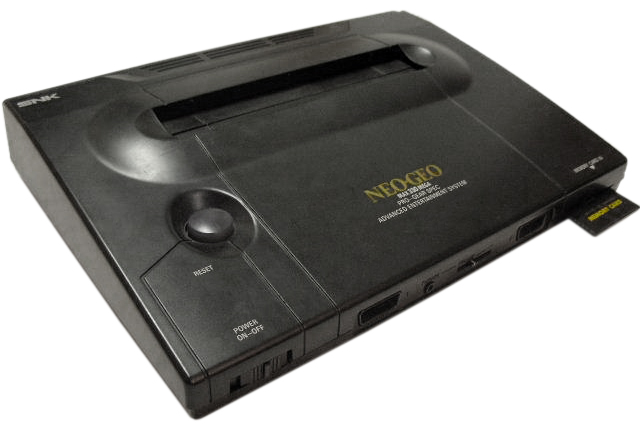
Neo-Geo (1990)

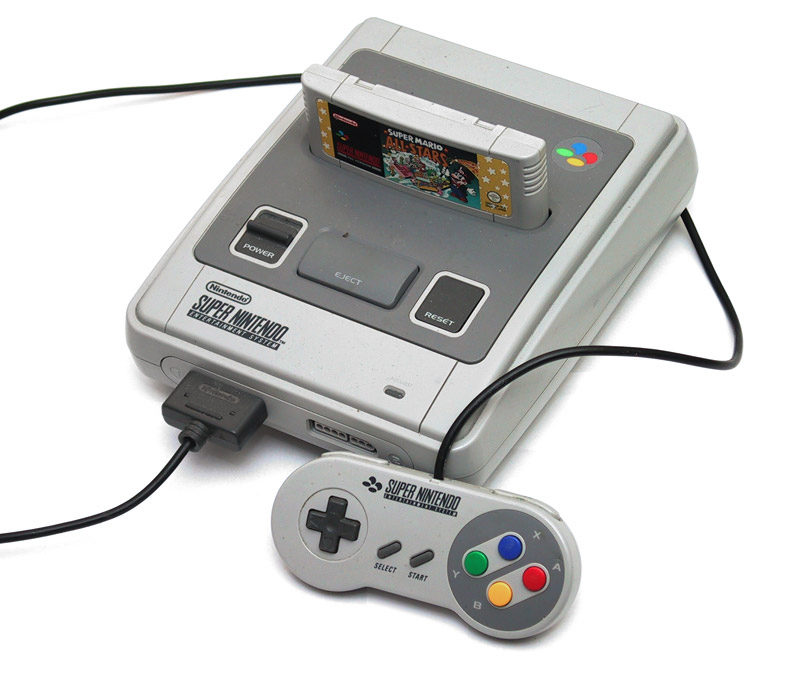
Super Nintendo Entertainment System (1991)

### Spelconsoles
- Sega Mega Drive (1989, in Amerika als Sega Genesis)
  - Sega Mega-CD (1992)
  - Sega 32X (1994)
- SNK Neo-Geo (1990)
  - SNK Neo-Geo CD (1994)
- Super Nintendo Entertainment System (1991)

### Draagbaar
- Nintendo Game Boy (1989)
- Atari Lynx (1989)
- TurboExpress (1990)
- Sega Game Gear (1991)

### Andere
- CoreGrafx (1989)
  - TurboGrafx/PC Engine (1990)
  - SuperGrafx (1990, alleen in Japan)
  - TurboDuo (1992)
- Philips CD-i (1991)
- Watara Supervision (1992)

## Vijfde generatie van 32/64 bitstijdperk(1993-2006)

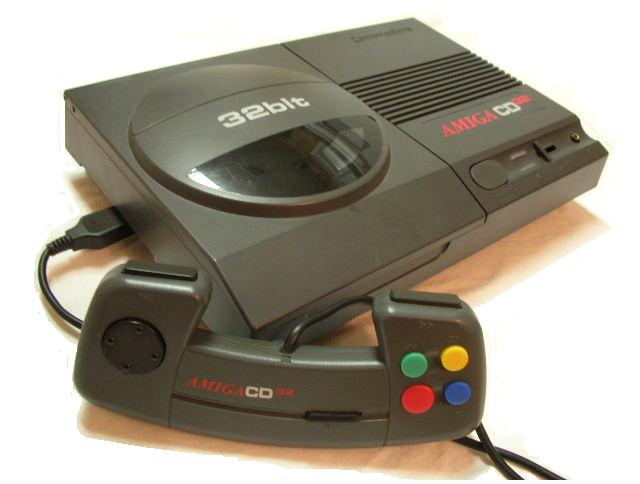
Amiga CD32 (1993)

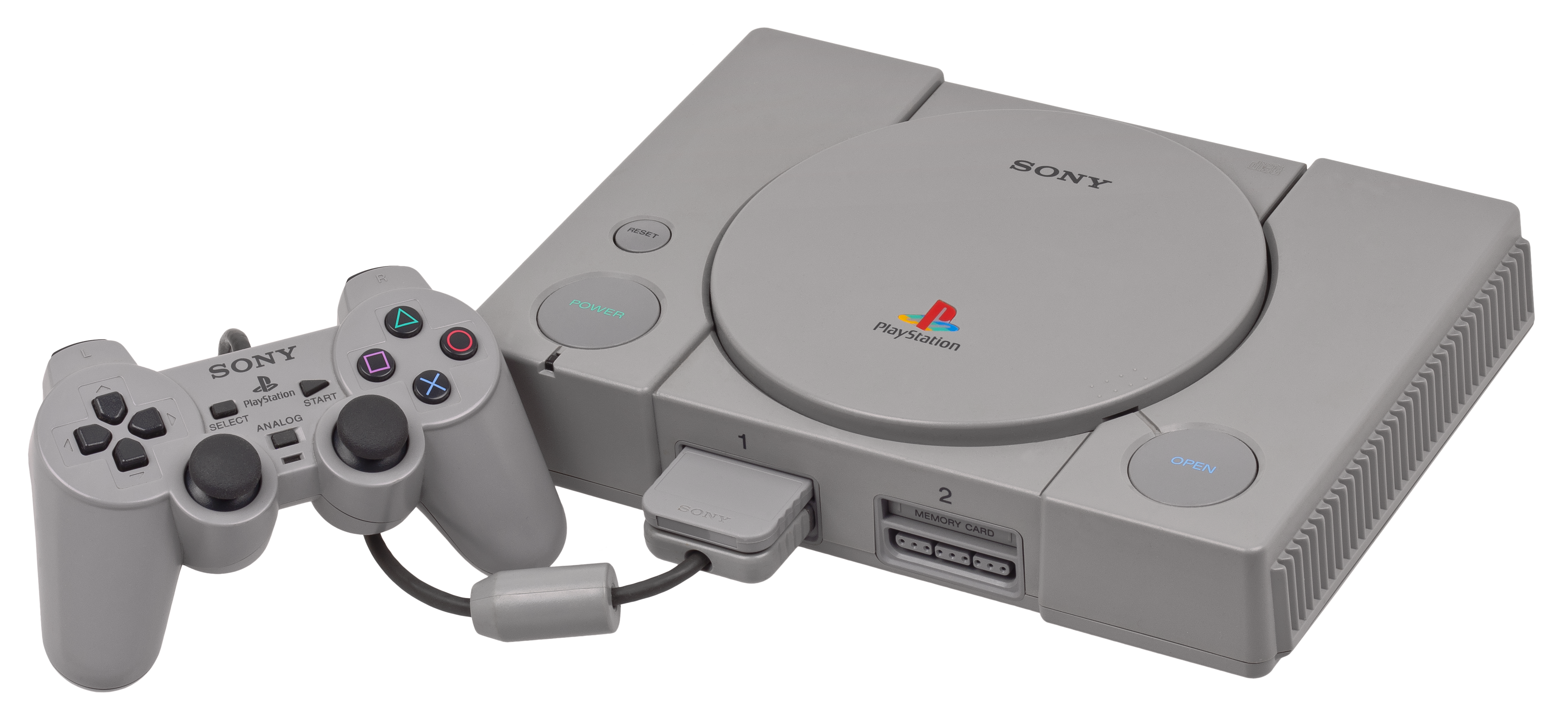
PlayStation (1995)

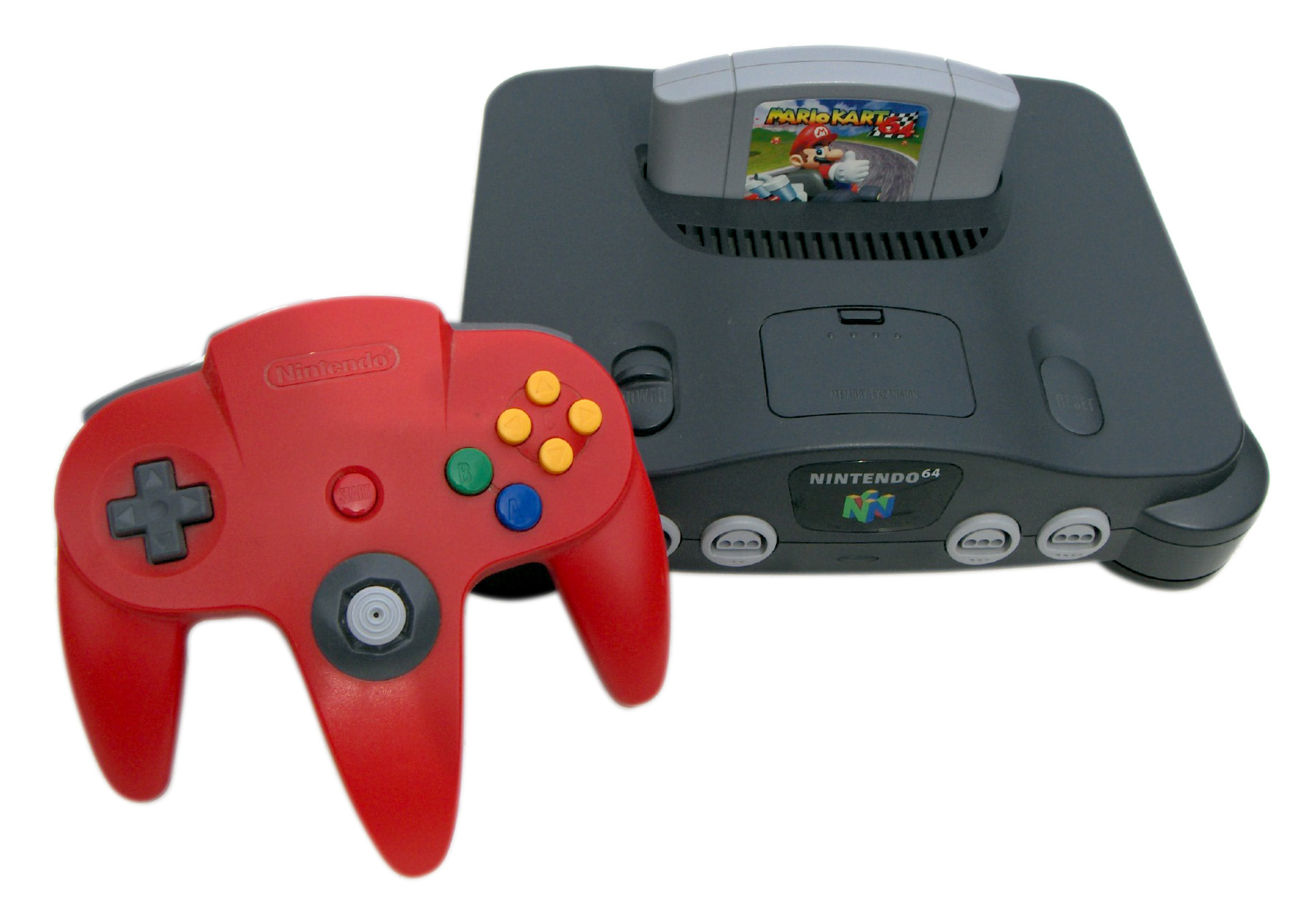
Nintendo 64 (1996)

### Spelconsoles
- Atari Panther (1991, niet uitgebracht)
- Commodore Amiga CD32 (1993)
- 3DO (1993)
- Atari Jaguar (1993) (64 bit)
  - Atari Jaguar CD (1995)
- Sega Saturn (1994)
- Sony PlayStation (1995)
- Nintendo 64 (1996) (64 bit)
  - Nintendo 64DD (1999, alleen in Japan)

### Draagbaar
- Mega Duck/Cougar Boy (1993)
- Bit Gamate (1994)
- Sega Nomad (1995)
- Game.com (1997)
- Nintendo Game Boy Color (1998)
  - Nintendo Game Boy Pocket (1996)
  - Nintendo Game Boy Light (1998, exclusief voor Japan)
- SNK Neo-Geo Pocket (1998, alleen in Japan)
- WonderSwan (1999)

### Andere
- TurboDuo (1992)
- PC-FX (1994, alleen in Japan)
- Bandai Playdia (1994)
- SNK Neo-Geo CD (1994)
- Casio Loopy (1995, alleen in Japan)
- Nintendo Virtual Boy (1995)
- Apple Pippin (1995)

## Zesde generatie van 128 bitstijdperk(1998-2013)

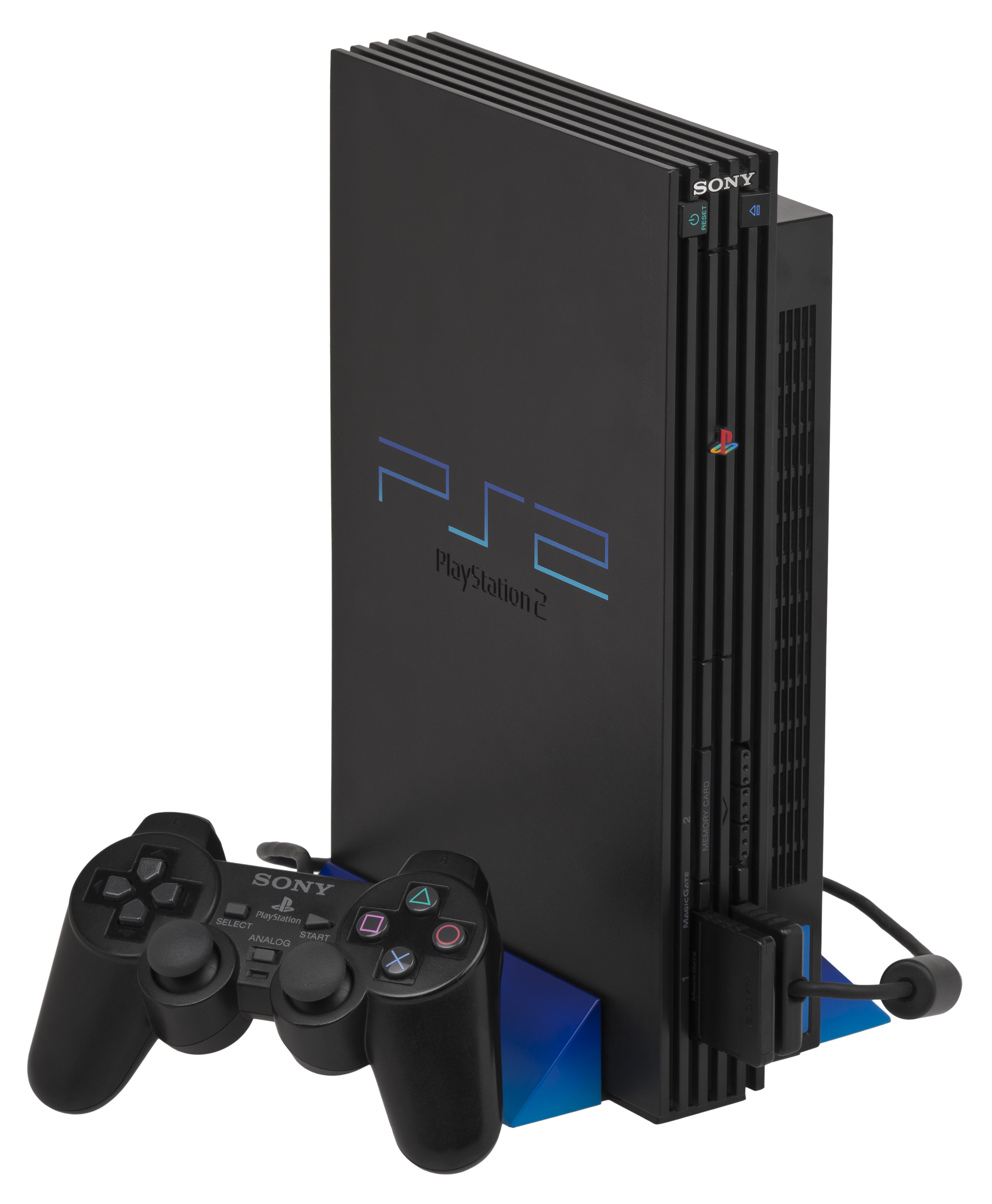
PlayStation 2 (2000)

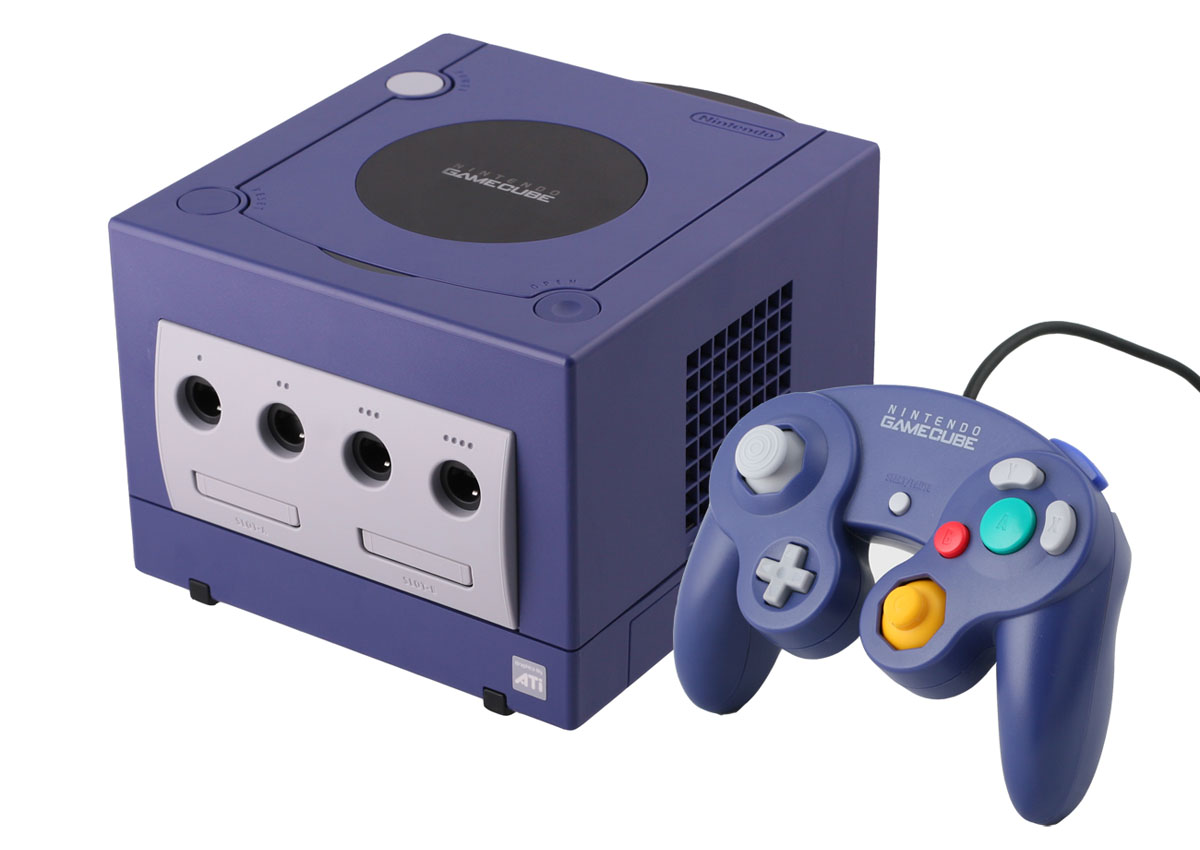
Nintendo GameCube (2001)

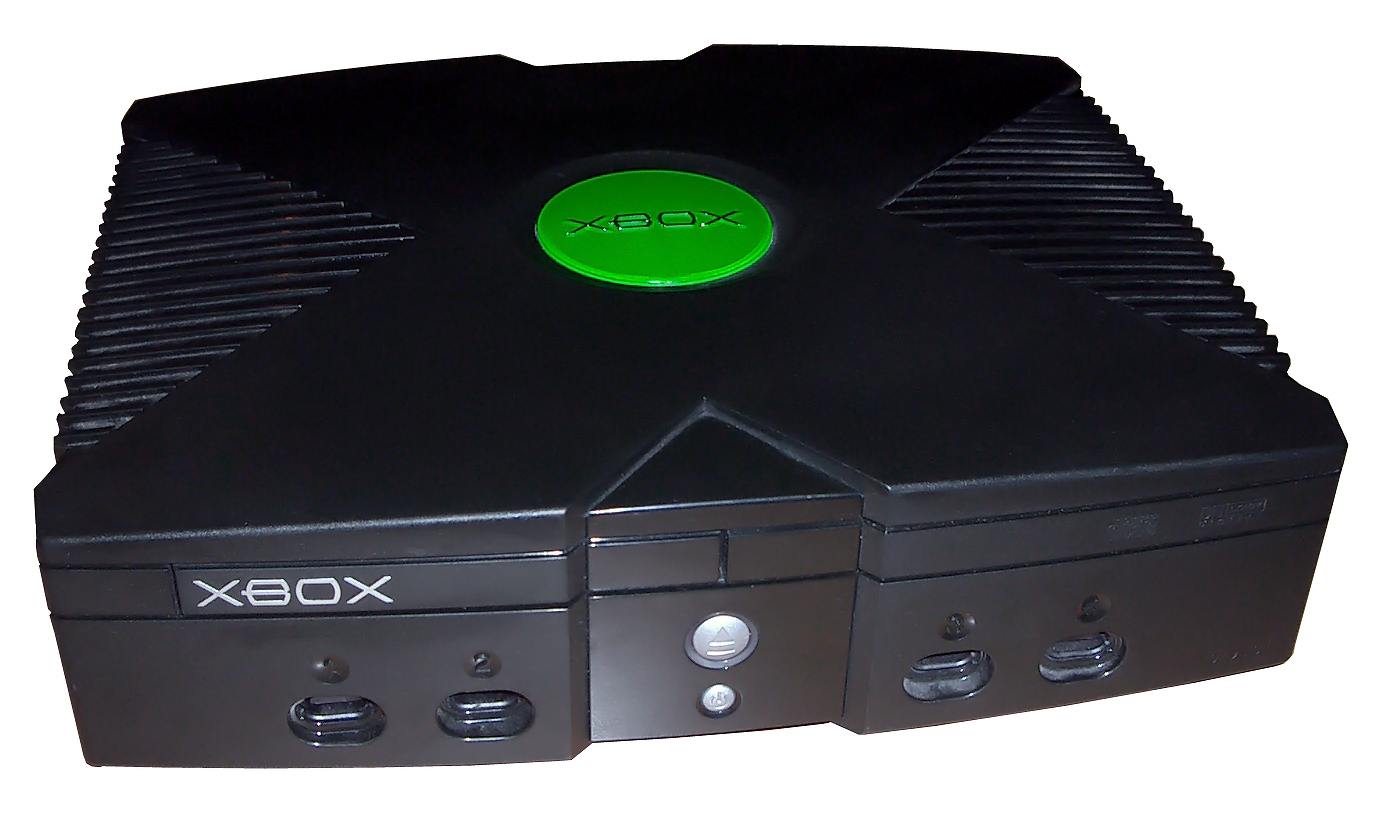
Xbox (2001)

### Spelconsoles
- Sega Dreamcast (1999)
- Sony PlayStation 2 (2000)
- Microsoft Xbox (2001)
- Nintendo GameCube (2001)
- Panasonic Q (2001)

### Draagbaar
- SNK Neo-Geo Pocket Colour (1999)
- Bandai WonderSwan (1999)
  - Bandai WonderSwan Color (2001, alleen in Azië)
- GamePark GP32 (2001)
- Nintendo Game Boy Advance (2001)
  - Nintendo Game Boy Advance SP (2003)
  - Nintendo Game Boy Micro (2005)
- Bandai SwanCrystal (2002)
- Infinium Labs Phantom (2002)
- Tapwave Zodiac (2003)
- Nokia N-Gage (2003)
  - Nokia N-Gage QD (2003)

### Andere
- Nuon (2000)
- Panasonic Q (2002)

## Zevende generatie(2004-2017)

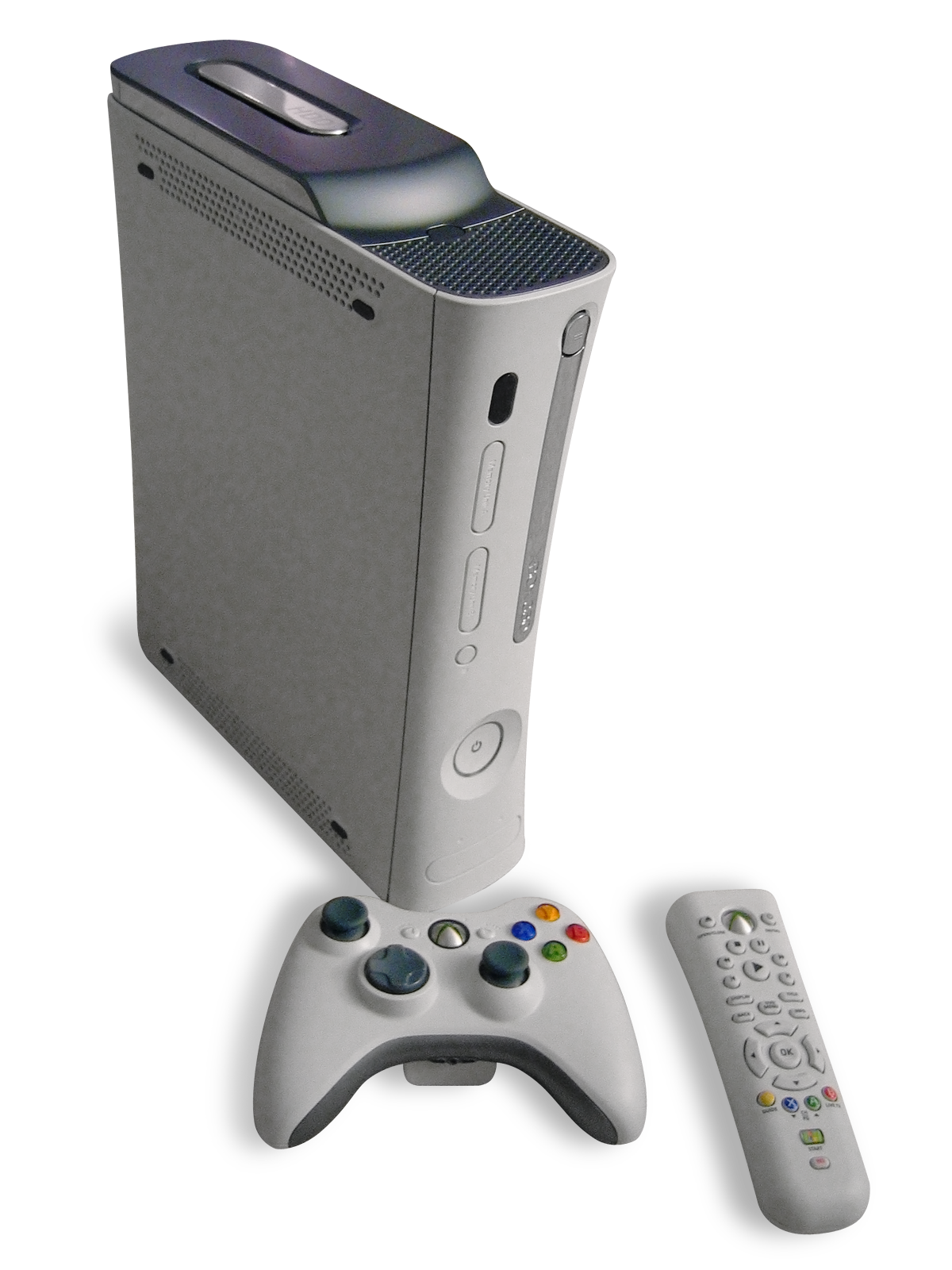
Xbox 360 (2005)

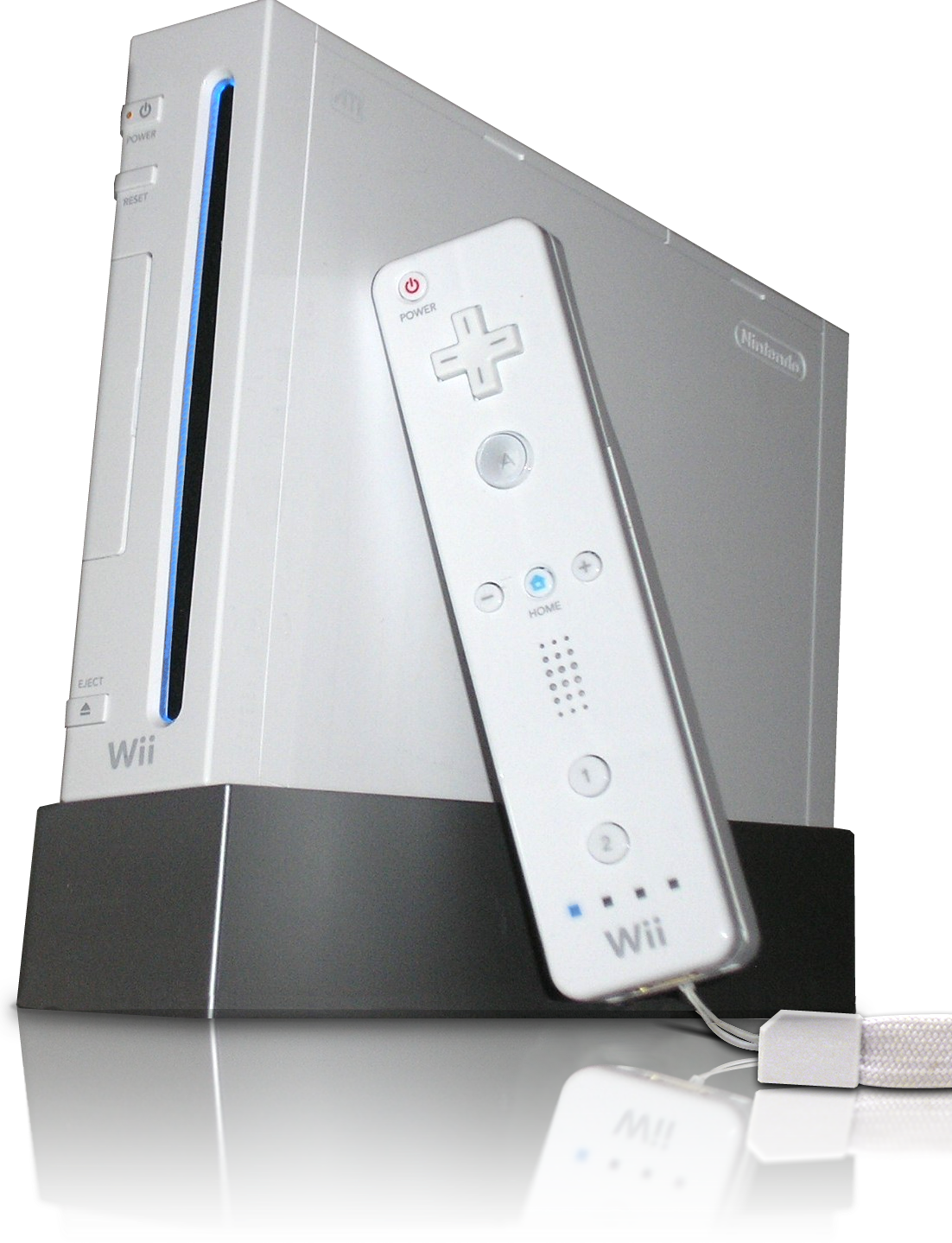
Wii (2006)

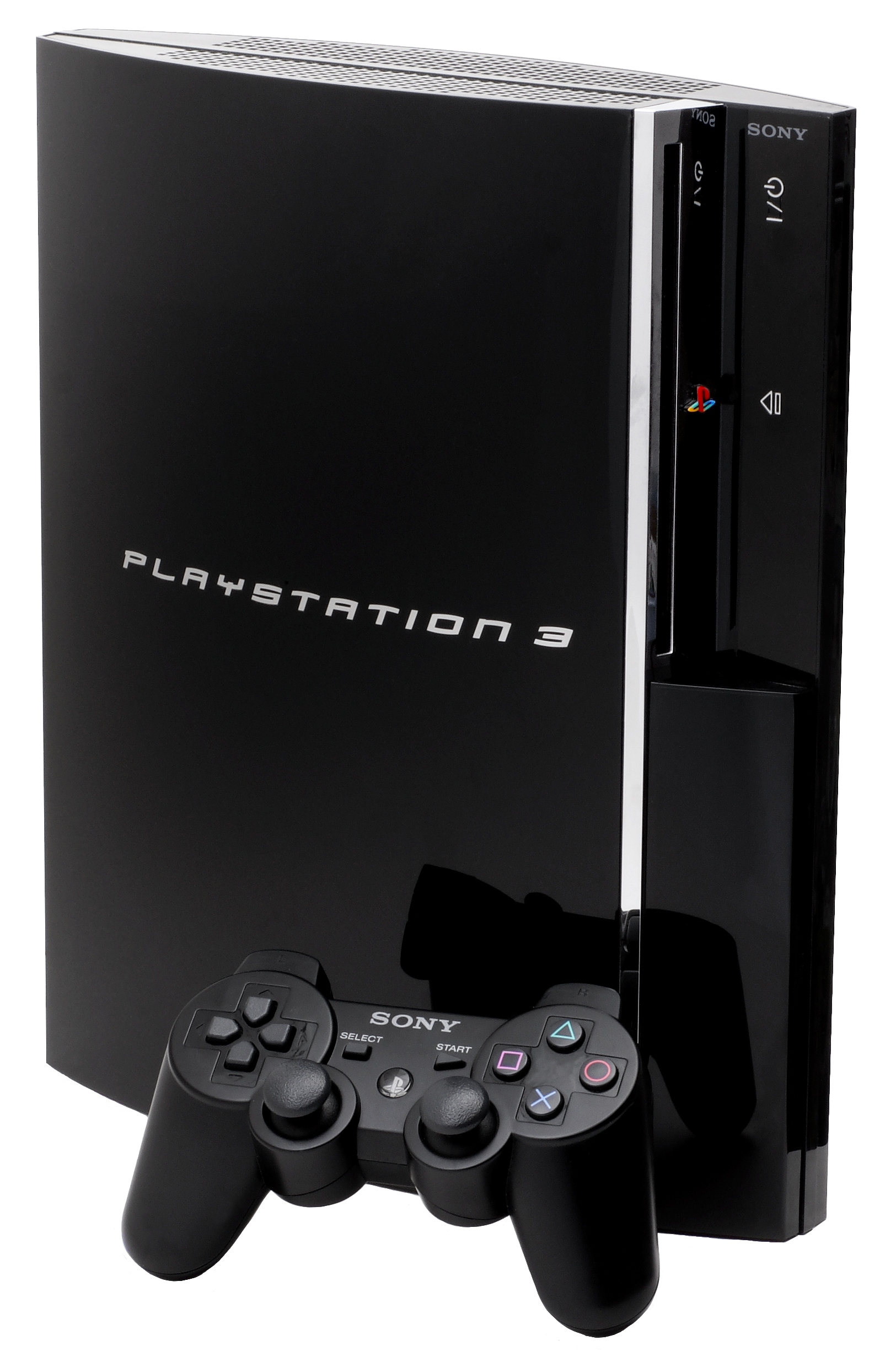
PlayStation 3 (2007)

### Spelconsoles
- Xbox 360 (2005)
  - Xbox 360 S (2010)
- Wii (2006)
- PlayStation 3 (2007)
  - PlayStation 3 Slim (2009)

### Draagbaar (Portable)
- Nintendo DS (2004)
  - Nintendo DS Lite (2006)
  - Nintendo DSi (2009)
  - Nintendo DSi XL (2010)
- PlayStation Portable (2005)
  - PSP Slim (2006)
  - PSP Slim & Lite (2008)
  - PSP Go (2009)

### Andere
- Gizmondo (2005)
- GamePark GP2X (2005, alleen in Zuid-Korea)
  - GamePark GP2X Wiz (2009, alleen in Zuid-Korea)
    - Pandora (2010)
- EVO Smart (2006)
- Pocket Dream Console (2006)
- Gemei X760+ (2008)
- Dingoo A-320 (2009)
- Pocket Dream Console Touch (2009)
- Zeebo (2009)
- Dingoo A-330 (2010)
- Gemei A330 (2010)

## Achtste generatie(2011-2019)

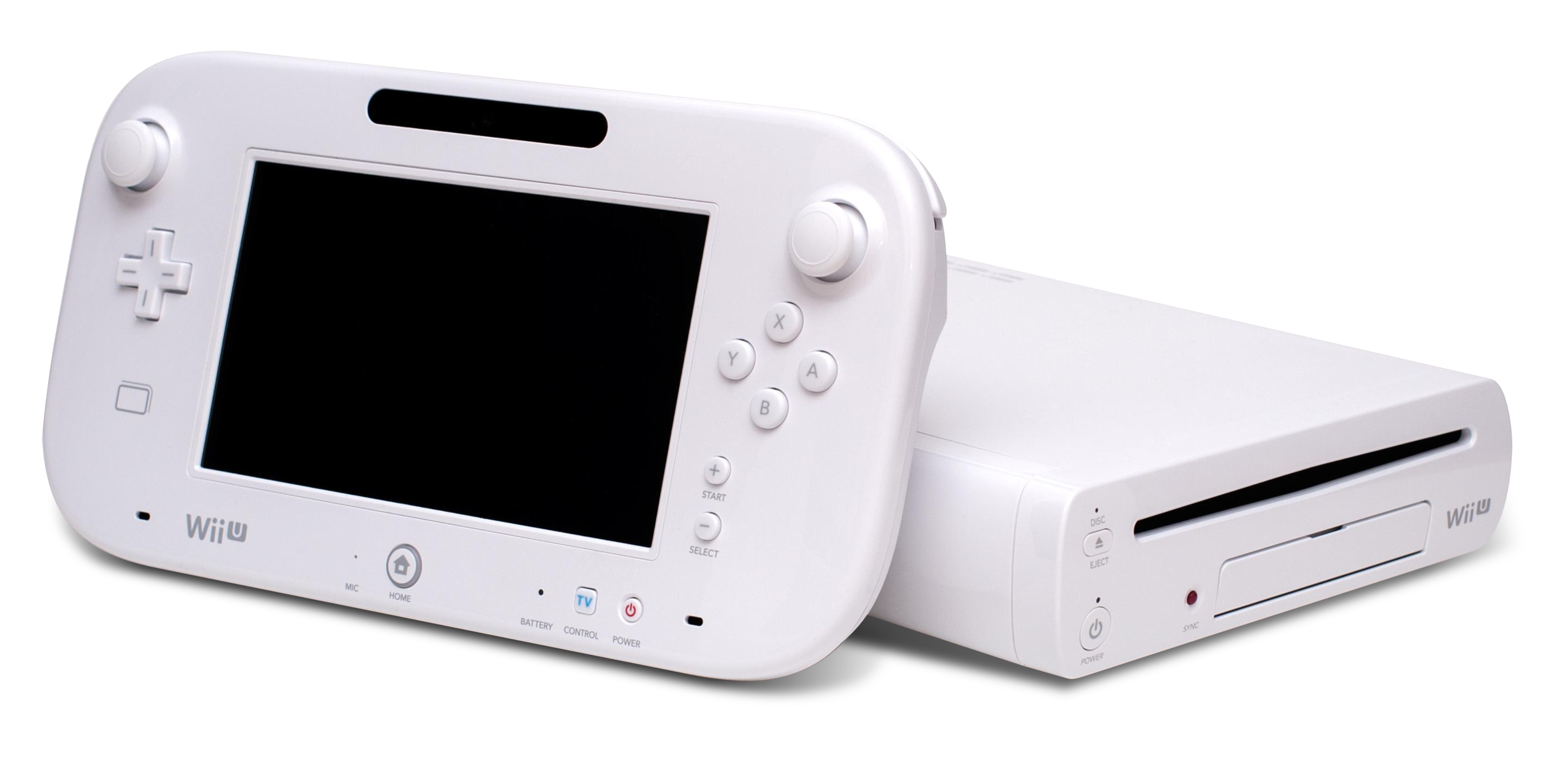
Wii U (2012)

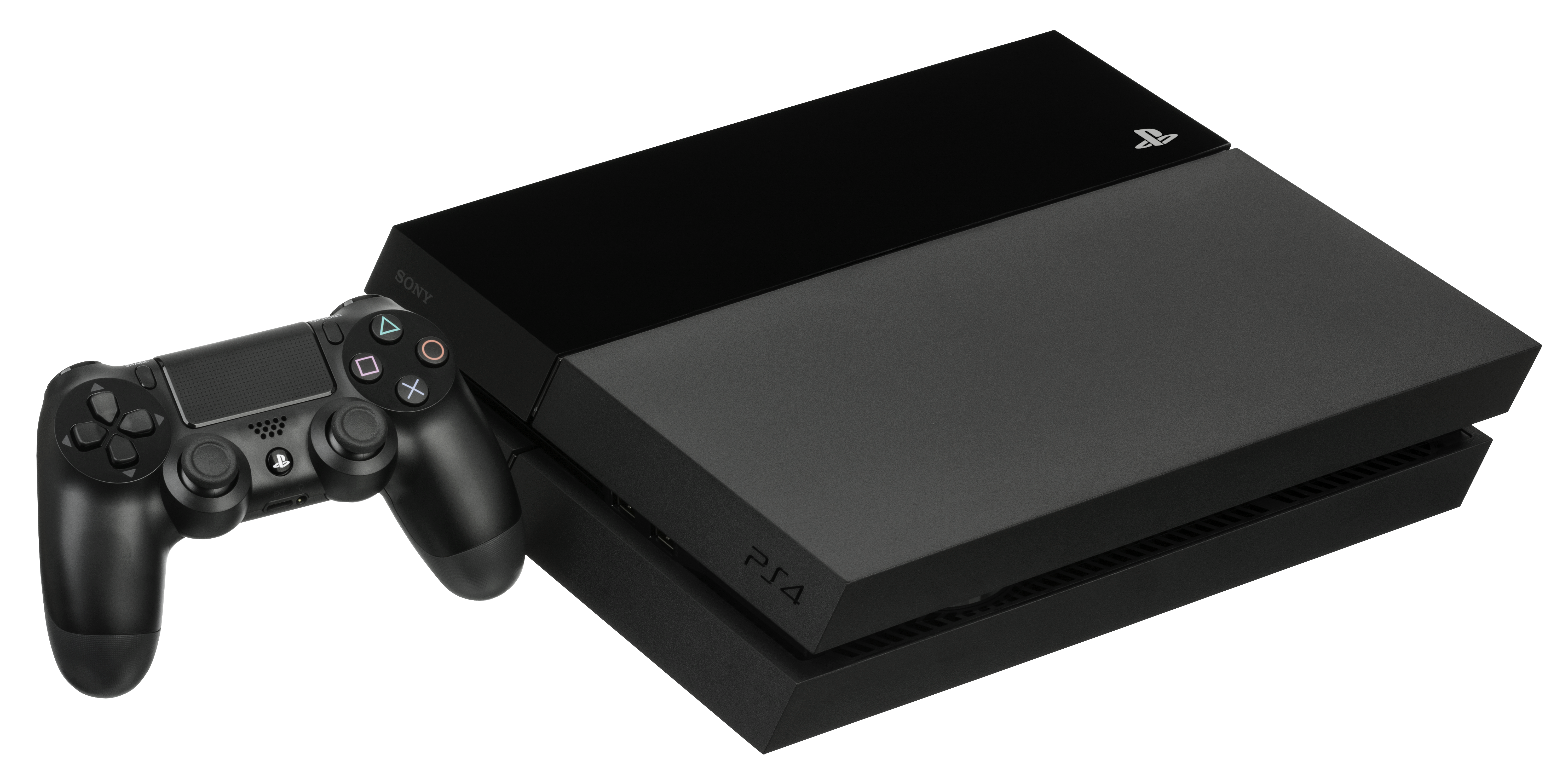
PlayStation 4 (2013)

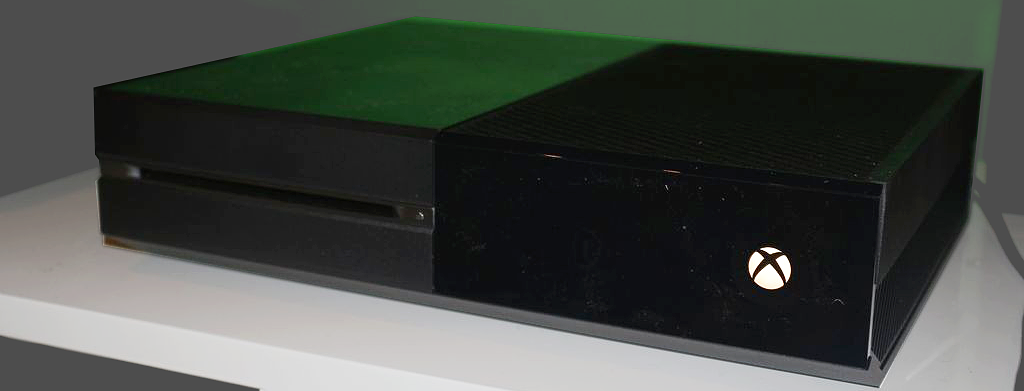
Xbox One (2013)

### Spelconsoles
- Wii U (2012)
- Wii Mini (2012)
- Ouya (2013)
- PlayStation 4 (2013)
  - PlayStation 4 Slim (2016)
  - PlayStation 4 Pro (2016)
- Xbox One (2013)
  - Xbox One S (2016)
  - Xbox One X (2017)
- PlayStation TV (2014)
- Nintendo Switch (2017)

### Draagbaar
- Nintendo 3DS (2011)
- PSP Street (2011)
- PlayStation Vita (2011)
  - PlayStation Vita Slim (2011)
- Nintendo 3DS XL (2012)
- Nintendo 2DS (2013)
- Nvidia Shield (2013)
- New Nintendo 3DS (2014)
- New Nintendo 3DS XL (2014 en 2015)
- Nintendo Switch (2017)
- New Nintendo 2DS XL (2017)
- Nintendo Switch Lite (2019)

## Negende generatie(2020-heden)

### Spelconsoles
- PlayStation 5 (2020)
- Xbox Series (2020)
- Nintendo Switch Oled (2021)
- Atari VCS (2021)
- Nintendo Switch 2 (2025)

### Draagbaar
- Playdate (2021)
- Steam Deck (2022)

Spelcomputers (lijst) · Draagbare spelcomputers (lijst)
Eerste generatie (1972-1980) · Tweede generatie (1976-1992) · Derde generatie of 8 bitstijdperk (1983-2003) · Vierde generatie of 16 bitstijdperk (1987-2004) · Vijfde generatie of 32/64 bitstijdperk (1993-2006) · Zesde generatie of 128 bitstijdperk (1998-2013) · Zevende generatie (2004-2017) · Achtste generatie (2011-heden) · Negende generatie (2020-heden)